# Будівля банку Більбао (Мадрид)

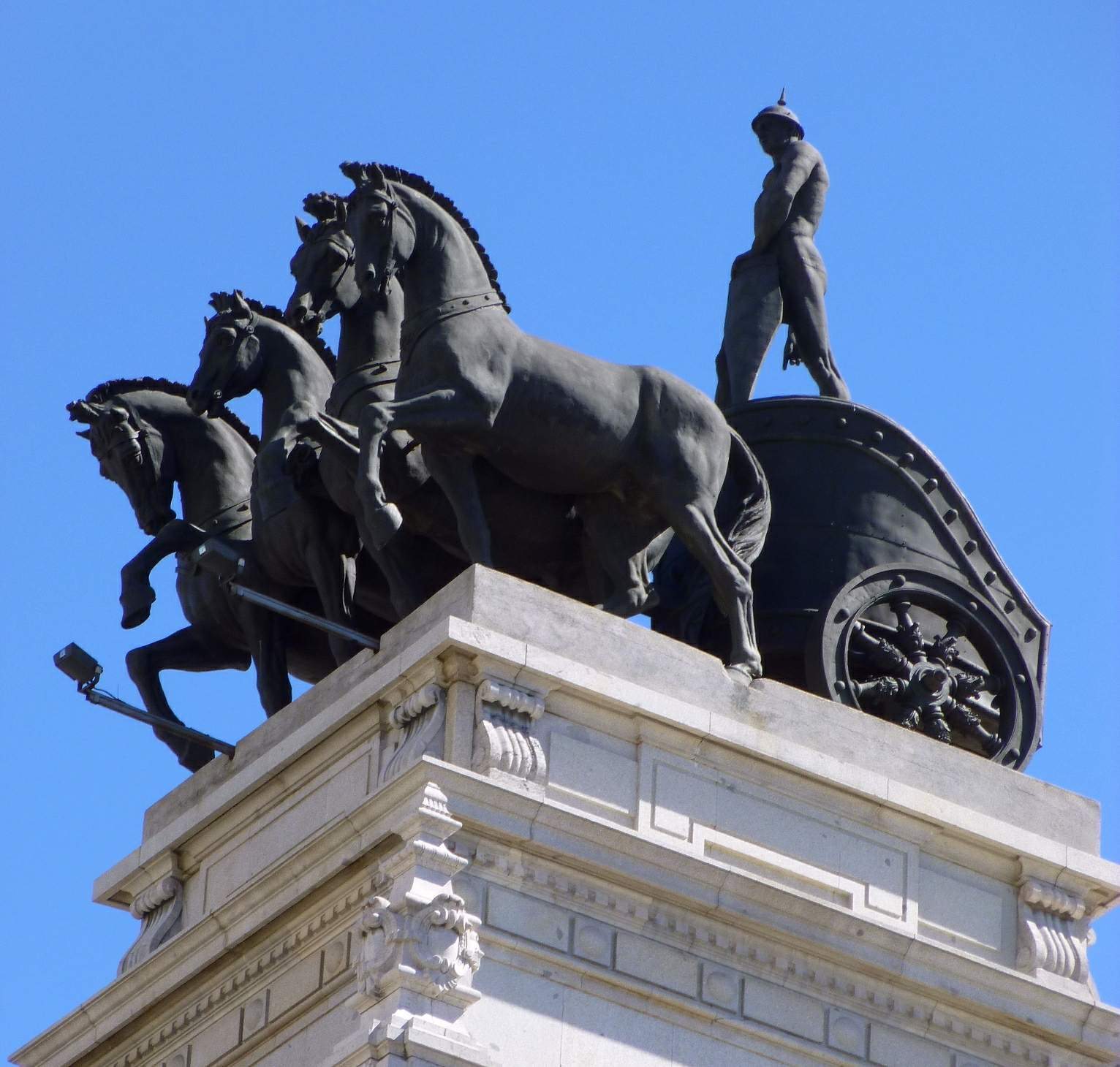
Квадрига, що завершує одну з веж будівлі

Будівля банку Більбао — банківська установа, яка розташована у Мадриді (Іспанія).

## Історія створення
Будівля була спроєктована у 1919 році архітектором Рікардо Бастіда-і-Більбао та побудована між 1920 і 1923 роками. Протягом другої половини XX століття було кілька реконструкцій, що дозволило продовжити його фасад уздовж Калле Севілья. Площа майже 18 000 m² поверхні. Колишня штаб-квартира банку є однією з найбільш представницьких будівель фінансового Мадрида, а також однією з найважливіших будівель того часу. У 20-му столітті іспанські комерційні банки зрозуміли переваги розміщення штаб-квартири в столиці. Наприкінці 1917 року банк придбав землю для будівництва своєї штаб-квартири в Мадриді за три мільйони песет. У 1919 році банк оголосив публічний тендер на розробку та виконання проєкту. Було обрано архітектора з Більбао Рікардо Бастіда і Більбао, який мав значний авторитет у рідному місті, де він виконав такі проєкти, як Alhóndiga. Будівництво розпочалося в листопаді 1920 року
Ділянка, обрана для будівництва штаб-квартири банку, розташована в центрі Мадрида, недалеко від площі Пуерта-дель-Соль, мала нерегулярний план. Головний фасад виходив на кут, утворений тротуарами пар вулиць Алькала і Севілья, а ділянка через тильну частину доходила до вулиці Арбалан. Будівництво будівлі було завершене в січні 1923 року.
Проєкт складався з двох шестиповерхових будинків. Монументальний фасад спочатку був симетричним, його увінчували дві вежі висотою близько п'яти метрів, на вершинах яких у 1922 році було встановлено дві бронзові скульптури, що являють собою квадригу. Ауреліо Артета відповідав за дванадцять фресок, які прикрашають центральний зал.
Перша велика зміна відбулася під час громадянської війни, коли будівлю було перетворено на «Палац партій» — на фасаді були зображені ініціали партій та профспілок Народного фронту; дах увінчував прапор із серпом і молотом.  Колісниці, які були вкриті золотою латунню і тому могли служити орієнтиром для бомбардування міста Франко, були пофарбовані в чорний колір. Перша реформа, що супроводжувалася розширенням була роботою Педро Бідагора і відбулася між 1953 і 1956 роками
10 червня 1999 року Департамент освіти та науки Мадридського співтовариства оголосив будівлю, що представляє культурний інтерес, у категорії Пам'ятник.
З 2010 року протягом мінімум десяти років будівля є штаб-квартирою Міністерства навколишнього середовища та територіального планування Мадридської громади. Там працює близько 900 осіб.

## Опис

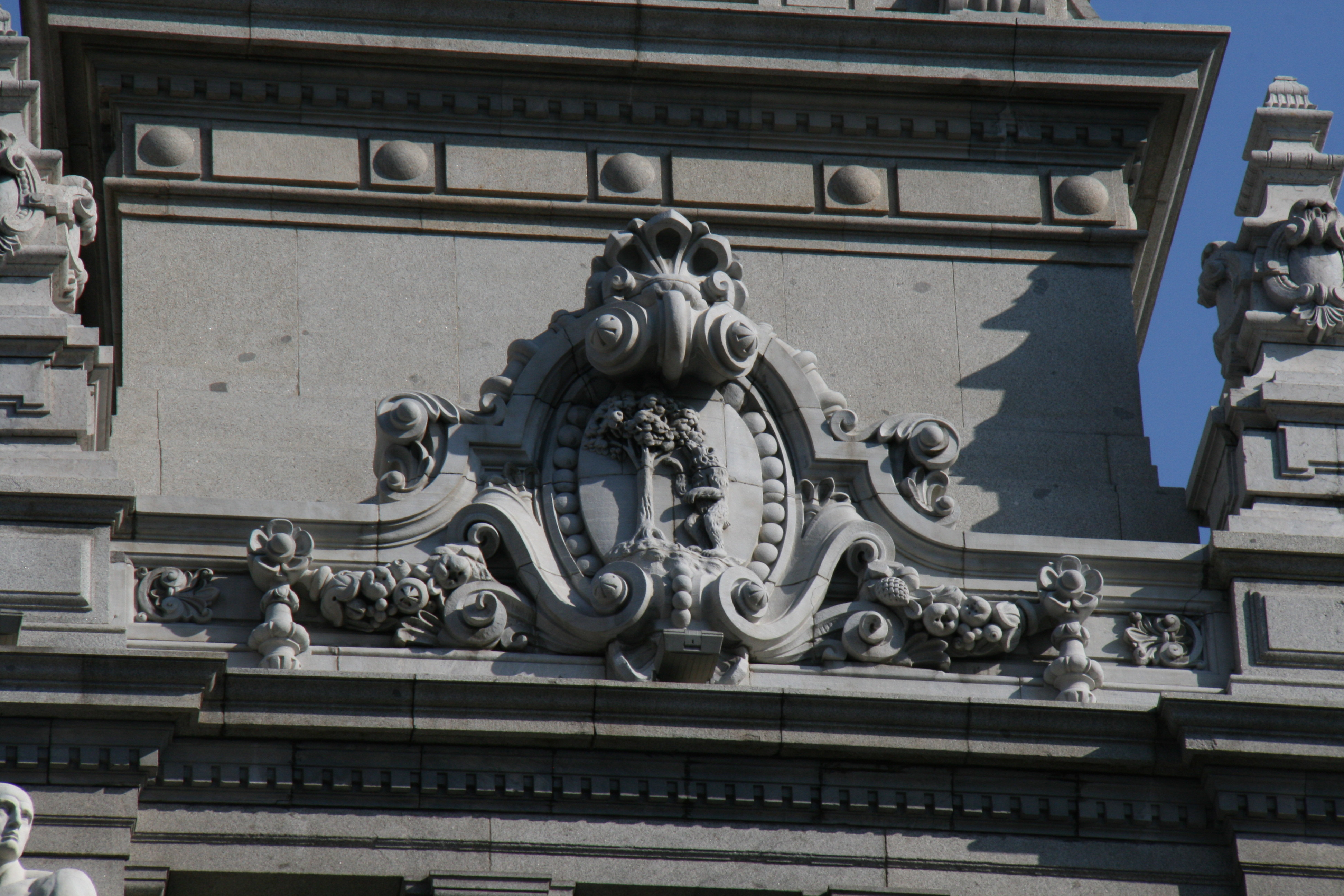
Герб міста Мадрид, розташований біля підніжжя веж головного фасаду. Це робота Квінтіна де ла Торре

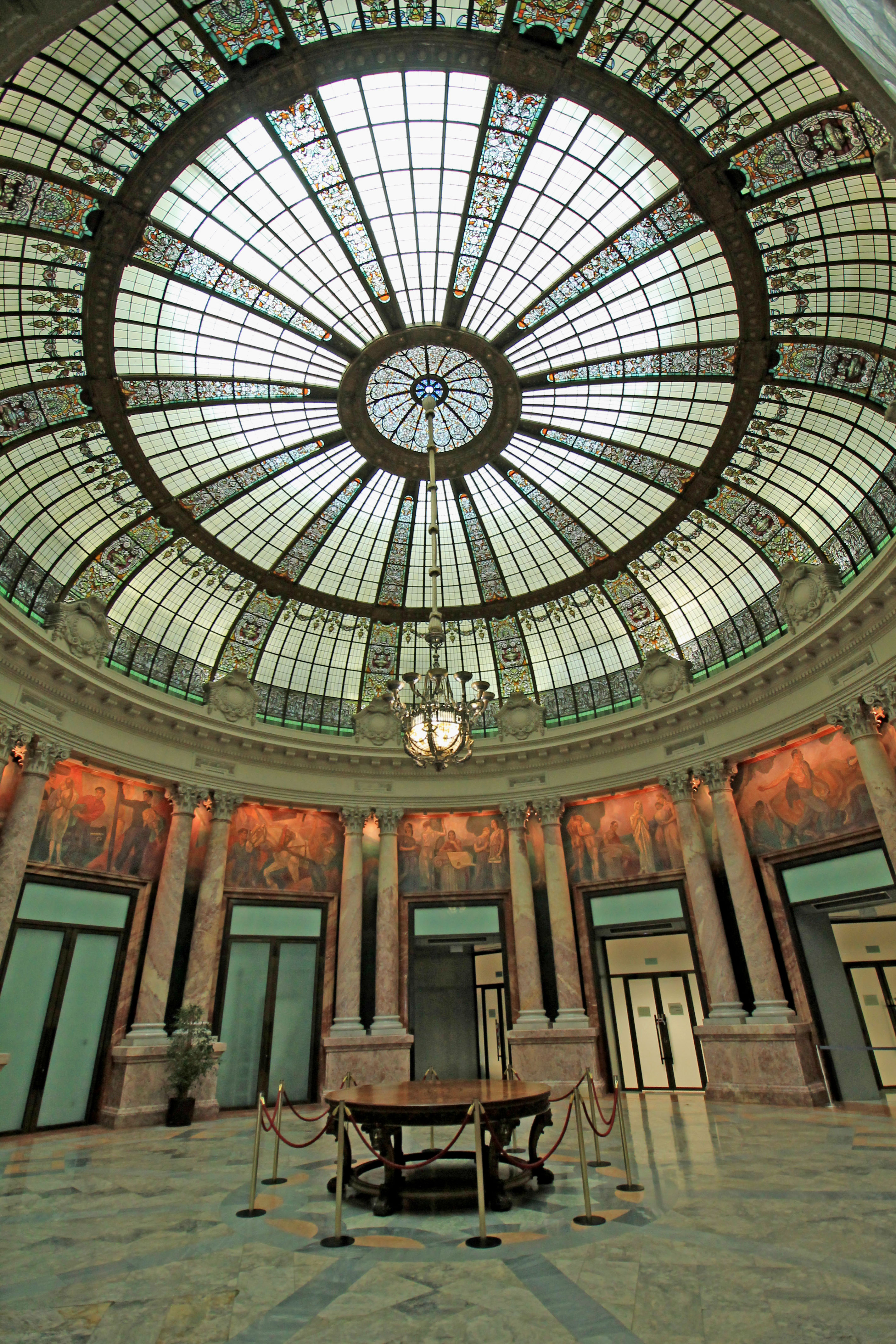
Засклений купол

Проєкт Рікардо Бастіди складався з двох будівель, які займали неправильну ділянку, розташовану між вулицями Алькала та Севілья, з одного боку, та Арбалан, з іншого. Монументальна будівля з фасадом, що виходить на вулиці Алькала та Севілья, має скошений план поверху та складається з десяти поверхів, вісім із яких надземні (включно з підвалом). Спочатку передбачалося, що його займуть розкішні магазини та приватні офіси. Двоповерховий цокольний поверх займали крамниці, проїзд для карет і парадні та службові сходи. Фактична будівля банку виходила на вулицю Арбалан, хоча передбачалося, що приміщення банку займатимуть лише нижні поверхи, а верхні будуть залишені під розкішні офіси. Обидва корпуси з'єднували галереї, які залишали посередині велику монументальну ротонду. Він побудований із залізобетонної конструкції та гранітних стін.
Під впливом монументальності та об'ємності сусіднього проєкту Антоніо Паласіоса для штаб-квартири Banco Español del Río de la Plata Бастіда розробив монументальний, симетричний головний фасад із трьома бухтами. Він складався з колон, капітелей і антаблементів гігантських класичних ордерів. Вісім колон, висотою в три поверхи, вертикально ділять фасад, увінчаний балюстрадою і двома вежами висотою близько п'яти метрів. У основі кожної з веж, перед балюстрадою, є два італійські мармурові атланти, виліплені Квінтіном де ла Торре. На кожній вежі є квадрига роботи Ігініо Бастерра. Кожна з колісниць була запряжена четвіркою коней. Колісниці були виготовлені зі сплаву бронзи, свинцю та заліза з позолоченим латунним покриттям. Вони були відлиті на ливарному заводі у Мадриді, кожна з них важить 12,5 тонн і має чотири метри у висоту. Візники стоять на постаменті над каретою, щоб їх було видно з вулиці.
Монументальну ротонду перекриває вітраж у формі напівсферичного купола, що підтримується дванадцятьма парами доричних алебастрових колон. Купол має поліхромні декоративні мотиви. Найбільш примітною річчю ротонди є верхня частина інтерколумнаріїв, в якій Ауреліо Артета написав дванадцять стінописів розміром 2 на 3 метри кожна. Розписи були написані з використанням техніки фрески та казеїнової темпери та представляють історію, яка представляє ідеальний спосіб буття басків.